# 朝永正三
朝永 正三（ともなが しょうぞう、1866年1月31日（慶應元年12月15日）- 1942年（昭和17年）7月31日）は、日本の機械工学者（工学博士）、京都帝国大学初代教授。日本機械学会名誉員（1932年）。
弟は元京都帝国大学名誉教授（西洋哲学）の朝永三十郎。甥は物理学者で元東京教育大学名誉教授の朝永振一郎。

## 生涯
- 1882年（明治15年） 工部大学校入学（第10期入学生）
- 1885年（明治18年）12月 工部大学校は文部省東京大学工芸学部に吸収される
- 1886年（明治19年）3月 帝国大学令により帝国大学工科大学となる
- 1888年（明治21年） 帝国大学工科大学卒業、農商務省特許審査官
- 1898年（明治31年） 京都帝国大学工科大学 機械工学第三講座教授
- 1905年（明治38年） 京都帝国大学工科大学 機械工学第一講座教授
- 1918年（大正7年） 京都帝国大学工科大学 学長 [1]
- 1940年（昭和15年） 京都帝国大学名誉教授